# Hahó! Megjött Maci Laci!
A Hahó! Megjött Maci Laci! (eredeti cím: Hey There, It's Yogi Bear!) 1964-ben bemutatott, mára klasszikussá vált amerikai rajzfilm, amely Maci Laci című televíziós rajzfilmsorozata alapján készült. Az animációs játékfilm rendezői és producerei Joseph Barbera és William Hanna. A forgatókönyvet Warren Foster írta, a zenéjét Ray Gilbert, Doug Goodwin és Marty Paich szerezte. A mozifilm a Hanna-Barbera gyártásában készült, a Columbia Pictures forgalmazásában jelent meg. Műfaja zenés romantikus filmvígjáték.
Amerikában 1964. június 3-án mutatták be a mozikban, Magyarországon 1982. április 12-én az MTV1-en vetítették le a televízióban.

## Szereplők
| Szereplő          | Eredeti hang                                    | Magyar hang    |
| ----------------- | ----------------------------------------------- | -------------- |
| Maci Laci         | Daws Butler Bill Lee (ének) James Darren (ének) | Vajda László   |
| Cindy maci        | Julie Bennett Jackie Ward (ének)                | Oszvald Marika |
| Bubu              | Don Messick                                     | Kern András    |
| Smith vadőr       | Don Messick                                     | Haumann Péter  |
| Mugger            | Don Messick                                     | Farkas Antal   |
| Grifter Chizzling | Mel Blanc                                       | Körmendi János |
| Medve karnagy     | Mel Blanc                                       | Verebély Iván  |
| Snively           | J. Pat O’Malley                                 | N/A            |
| Corn Pone         | Hal Smith                                       | N/A            |
| Farmos hölgy      | Jean Vander Pyl                                 | N/A            |

## Betétdalok
| Magyar               | Magyar                                  | Angol                      | Angol                              |
| Dal                  | Előadó                                  | Dal                        | Előadó                             |
| -------------------- | --------------------------------------- | -------------------------- | ---------------------------------- |
| Szeretlek téged      | Oszvald Marika                          | Like I Like You            | Jackie Ward                        |
| Szent Louis          | Verebély Iván ?                         | St Louis Mo                | Mel Blanc Hal Smith                |
| Salak konzerv parádé | Vajda László Kern András                | Ash Can Parade             | Bill Lee Ernest Newton             |
| Fütyülni hazafelé    | Vajda László Kern András Oszvald Marika | Whistle Your Way Back Home | Bill Lee Ernest Newton Jackie Ward |
| Maci Laci dala       | Vajda László                            | Ven-E, Ven-O, Ven-A        | James Daren                        |

## Televíziós megjelenések
MTV-1 